# Ljudski mišići
Mišići su djelatni aktivni pokretači našeg tijela. U ljudskom ih tijelu ima 752, a zajedno s kostima oni pokreću ljudsko tijelo te čine sustav organa za kretanje. Oni opuštanjem i stezanjem pokreću kosti. Radom mišića upravlja središnji živčani sustav. Svi tjelesni mišići čine oko 40% mase ljudskog tijela, a mišićna masa muškarca u prosjeku je oko 15% veća nego kod žena.

## Vrste mišića
Mišiće izgrađuje mišićno tkivo koje može biti:
- Poprečnoprugasto mišićno vlakno je tvorba nastala nepotpunom diobom mišićnih stanica, pa imaju poprečne pruge i više jezgara. Od njega su građeni mišići vezani uz kosti. Rade pod utjecajem naše volje.

- Srčano mišićno tkivo je poprečnoprugasto uzdužno povezano. Ujednačeni srčani ritam kontrolira autonomni živčani sustav i hormoni, stoga jedino oni mogu utjecati na njegov izmijenjeni rad.

- Glatko mišićno tkivo kontrolirano je autonomnim živčanim sustavom ili hormonima. Građeno je od vretenastih stanica s jednom jezgrom. Bez glatkih mišića hrana ne bi mogla prolaziti tijelom, a mokraćni mjehur funkcionirao bi sasvim drugačije.

S embriološkog aspekta jako je bitno razlikovati mišiće po njihovu postanku. Svi skeletni (poprječnoprugasti, voljni) mišići nastaju iz paraksijalnog mezoderma (svi osim mišića šarenice koji nastaju iz ektoderma očnog vrča). Glatko i srčano mišićje nastaju od visceralnog mezoderma.

## Građa mišića
Mišićna vlakna spajaju se u snopiće, koje poput odjeće obavija ovojnica od vezivnog tkiva. U svako mišićno vlakno ulazi ogranak živčanog vlakna kako bi ga potaknuo na rad. Snopićima hranu i kisik donose sitne žilice (kapilare), usput odnoseći ugljikov dioksid i štetne tvari. Manji mišić čini nekoliko snopića, a veći mišići mogu imati i stotine snopića. Svaki je mišić obavijen ovojnicom od vezivnog tkiva na koju se nadovezuju čvrsta i savitljiva tetivna vlakna. Tetive vežu mišiće uz kosti.

## Bolesti
Mišićna distrofija je niz degenerativnih bolesti mišićnog tkiva koje ga smanjuju, a zamjenjuju ga masti i ožiljci.

## Vanjske poveznice

### Ostali projekti
|  | Zajednički poslužitelj ima stranicu o temi Mišići    |
|  | Zajednički poslužitelj ima još gradiva o temi Mišići |